# Kroonplaat

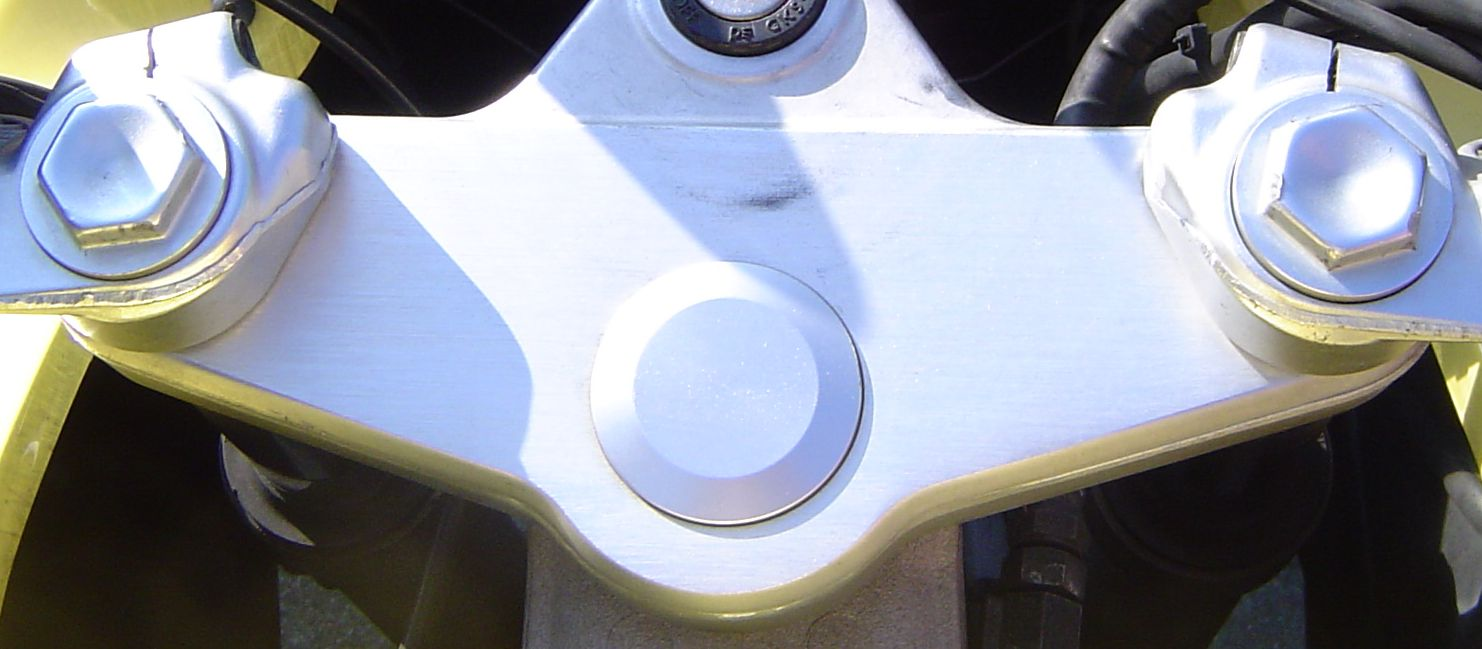
Bovenste kroonplaat: in het midden het balhoofd en links en rechts de poten van de voorvork

Een kroonplaat is een met het balhoofd van een motorfiets verbonden plaat waarin de voorvorkpoten zitten geklemd.
Meestal worden twee kroonplaten toegepast: één boven en één onder het balhoofd.